# Nicholas Hlobo
Nicholas Hlobo (n. 1975 en Ciudad del Cabo es un artista que vive en Johannesburgo, Sudáfrica. Obtuvo su Licenciatura en Tecnología del instituto Technikon Witwatersrand en el 2002. Su obra consiste principalmente de esculturas caracterizadas por su grande escala.

## Obra
Nicholas Hlobo ha desarrollado una obra distintiva que incluye materiales inusuales como listón, hule o piel para crear dibujos o esculturas táctiles. Su trabajo, esta fuertemente arraigado a la cultura Xhosa al igual que a la vida post-apartheid en Sudáfrica.
Las temáticas utilizadas por el artista reflexionan sobre el idioma, la comunicación, y el género humano. El proceso de producción es sumamente importante ya que las técnicas de desarrollo están cargadas de significado metaforico. 
Para Hoblo, los materials tienen motivaciones particulares. Como emblema de masculinidad, por ejemplo, el hule, o en el caso de feminidad, el listón de satín. Uhambo, Tate Modern

## Premios
Hlobo fue el ganador de los siguientes premios:
- 2006 Tollman Award for Visual Art
- 2009 Standard Bank Young Artist Award,
- 2010 Future Generation Art Prize 2010[2]
- 2010-2011 Iniciativa Artística Rolex.

## Exposiciones
Su trabajo ha sido mostrado en la Tate Modern de Londres Uhambo, Tate Modern; en la South African National Gallery y el Institute of Contemporary Art de Boston. Ha participado en la Bienal de La Habana del 2009 y en el 2008 en la Trienal de Guangzhou.
A principios del 2011 tuvo su primera exhibición personal en el National Museum of Art, Architecture and Design en Oslo, Noruega.
Hlobo y David Goldblatt fueron los únicos dos artistas Sudafricanos invitados por el curador Bice Curiger a exhibir su trabajo en el pabellón internacional IllUMinations de la Bienal de Venecia 2011. 